# Kings Gallarate
I Kings Gallarate sono stati una squadra di football americano di Gallarate. Sono stati fondati nel 1995 e hanno chiuso nel 2003 fondendosi coi Frogs Legnano per formare i Frogs&K Gallarate. Hanno partecipato al primo livello del campionato italiano di football americano nel 2002.

## Dettaglio stagioni

### Tornei nazionali

#### Campionato

##### Golden League
| Stagione | regular season | regular season | regular season | regular season | regular season | regular season | playoff | playoff | playoff | playoff | playoff | playoff                 | playoff        |
|          | Vin            | Par            | Per            | Tot            | PF             | PS             | Vin     | Per     | Tot     | PF      | PS      | risultato               | avversaria     |
| -------- | -------------- | -------------- | -------------- | -------------- | -------------- | -------------- | ------- | ------- | ------- | ------- | ------- | ----------------------- | -------------- |
| 2002     | 5              | 0              | 2              | 7              | 131            | 68             | 0       | 1       | 1       | 6       | 20      | Trentaduesimi di finale | Aquile Ferrara |
| Totale   | 8              | 0              | 15             | 23             | 372            | 598            | 0       | 2       | 2       | 54      | 89      |                         |                |

Fonte: Enciclopedia del Football - A cura di Roberto Mezzetti

##### Winter League (secondo livello)
| Stagione | regular season | regular season | regular season | regular season | regular season | regular season | playoff | playoff | playoff | playoff | playoff | playoff          | playoff            |
|          | Vin            | Par            | Per            | Tot            | PF             | PS             | Vin     | Per     | Tot     | PF      | PS      | risultato        | avversaria         |
| -------- | -------------- | -------------- | -------------- | -------------- | -------------- | -------------- | ------- | ------- | ------- | ------- | ------- | ---------------- | ------------------ |
| 1998     | 8              | 0              | 0              | 0              | 197            | 106            | 0       | 1       | 1       | 14      | 20      | Quarti di finale | Hogs Reggio Emilia |
| 1999     | 5              | 0              | 3              | 8              | 220            | 140            | -       | -       | -       | -       | -       | -                | -                  |
| 2000     | 6              | 0              | 2              | 8              | 188            | 128            | 3       | 0       | 3       | 80      | 62      | Campioni         | Guelfi Firenze     |
| 2001     | 6              | 0              | 0              | 6              | 240            | 70             | 1       | 1       | 2       | 50      | 56      | Finale           | Titans Romagna     |
| Totale   | 10             | 0              | 11             | 21             | 358            | 367            | 1       | 1       | 2       | 33      | 32      |                  |                    |

Fonte: Enciclopedia del Football - A cura di Roberto Mezzetti

##### Winter League (terzo livello)
| Stagione | regular season | regular season | regular season | regular season | regular season | regular season | playoff | playoff | playoff | playoff | playoff | playoff          | playoff         |
|          | Vin            | Par            | Per            | Tot            | PF             | PS             | Vin     | Per     | Tot     | PF      | PS      | risultato        | avversaria      |
| -------- | -------------- | -------------- | -------------- | -------------- | -------------- | -------------- | ------- | ------- | ------- | ------- | ------- | ---------------- | --------------- |
| 1995     | 6              | 0              | 2              | 8              | 200            | 103            | 1       | 1       | 2       | 84      | 86      | Semifinale       | Bengals Brescia |
| 1996     | 3              | 0              | 5              | 8              | 158            | 189            | -       | -       | -       | -       | -       | -                | -               |
| 1997     | 6              | 0              | 2              | 8              | 192            | 151            | 0       | 1       | 1       | 28      | 42      | Quarti di finale | Virtus Bologna  |
| Totale   | 10             | 0              | 11             | 21             | 358            | 367            | 1       | 1       | 2       | 33      | 32      |                  |                 |

Fonte: Enciclopedia del Football - A cura di Roberto Mezzetti

#### Coppa Italia
| Stagione | regular season | regular season | regular season | regular season | regular season | regular season | playoff | playoff | playoff | playoff | playoff | playoff   | playoff    |
|          | Vin            | Par            | Per            | Tot            | PF             | PS             | Vin     | Per     | Tot     | PF      | PS      | risultato | avversaria |
| -------- | -------------- | -------------- | -------------- | -------------- | -------------- | -------------- | ------- | ------- | ------- | ------- | ------- | --------- | ---------- |
| 1999     | 1              | 0              | 2              | 3              | 72             | 86             | -       | -       | -       | -       | -       | -         | -          |
| Totale   | 1              | 0              | 2              | 3              | 72             | 86             | -       | -       | -       | -       | -       |           |            |

Fonte: Enciclopedia del Football - A cura di Roberto Mezzetti

#### Campionati giovanili

##### Under 20
| Stagione | regular season | regular season | regular season | regular season | regular season | regular season | playoff | playoff | playoff | playoff | playoff | playoff   | playoff    |
|          | Vin            | Par            | Per            | Tot            | PF             | PS             | Vin     | Per     | Tot     | PF      | PS      | risultato | avversaria |
| -------- | -------------- | -------------- | -------------- | -------------- | -------------- | -------------- | ------- | ------- | ------- | ------- | ------- | --------- | ---------- |
| 2002     | 2              | 0              | 2              | 4              | 102            | 80             | -       | -       | -       | -       | -       | -         | -          |
| Totale   | 2              | 0              | 2              | 4              | 102            | 80             | -       | -       | -       | -       | -       |           |            |

Fonte: Enciclopedia del Football - A cura di Roberto Mezzetti

### Riepilogo fasi finali disputate
| Anno | Luogo      | Evento    | Fase del torneo         | Incontro                                   | Risultato |
| 1995 | Roncadelle | Snowbowl  | Semifinale              | Bengals Brescia - Kings Gallarate          | 46 - 40   |
| 1997 | Bologna    | Snowbowl  | Quarti di finale        | Virtus Bologna - Kings Gallarate           | 42 - 28   |
| 1998 | Gallarate  | Snowbowl  | Quarti di finale        | Kings Gallarate - Green Hogs Reggio Emilia | 14 - 20   |
| 2000 | Milano     | Snowbowl  | Finale                  | Guelfi Firenze - Kings Gallarate           | 25 - 30   |
| 2001 | Milano     | Snowbowl  | Finale                  | Kings Gallarate - Titans Romagna           | 38 - 50   |
| 2002 | Ferrara    | Superbowl | Trentaduesimi di finale | Aquile Ferrara - Kings Gallarate           | 20 - 6    |